# Poção de Pedras
Poção de Pedras este un oraș în unitatea federativă Maranhão (MA), Brazilia.